# Olimp (Xipre)
L'Olimp (en grec Όλυμπος, Ólimpos) és el pic culminant de la serralada del Tróodos, a Xipre. Amb els seus 1.952 m sobre el nivell del mar, és la muntanya més alta de l'illa.
Hi sol nevar de desembre a març, per la qual cosa a la falda de la muntanya s'hi ha instal·lat una estació d'esquí amb tres telesquís, un telecadira i set pistes. És l'única de l'illa i ha permès la formació de l'equip nacional xipriota d'esquí.
Al cim de la muntanya hi ha una potent antena de radar de la Royal Air Force britànica.
Segons Estrabó, en un dels seus promontoris hi havia un temple dedicat a Afrodita on no s'hi permetia l'entrada a les dones.